# کوئیل اوکس (کالیفرنیا)
کوئیل اوکس (به انگلیسی: Quail Oaks) یک منطقهٔ مسکونی در ایالات متحده آمریکا است که در شهرستان کالاوراس، کالیفرنیا واقع شده‌است. کوئیل اوکس ۲۰۰ متر بالاتر از سطح دریا واقع شده‌است.